# Quế Lâm (Quảng Nam)
Quế Lâm is een xã in het district Nông Sơn, een van de districten in de Vietnamese provincie Quảng Nam. Quế Lâm heeft ruim 4000 inwoners op een oppervlakte van 154,5 km².
Quế Lâm ligt in het zuidwesten van de huyện en grenst in westen aan de huyện Nam Giang en in het zuiden aan Phước Sơn. De Thu Bồn stroomt door Quế Lâm.